# Lasioglossum truncaticolle
Lasioglossum truncaticolle är en biart som först beskrevs av Morawitz 1877.  Lasioglossum truncaticolle ingår i släktet smalbin, och familjen vägbin. Inga underarter finns listade i Catalogue of Life.